# Nannagroecia
Nannagroecia is een geslacht van rechtvleugeligen uit de familie sabelsprinkhanen (Tettigoniidae). De wetenschappelijke naam van dit geslacht is voor het eerst geldig gepubliceerd in 1891 door Redtenbacher.

## Soorten
Het geslacht Nannagroecia omvat de volgende soorten:
- Nannagroecia gracilipes Redtenbacher, 1891
- Nannagroecia wattenwylia Griffini, 1898